# Joaquim de Almeida

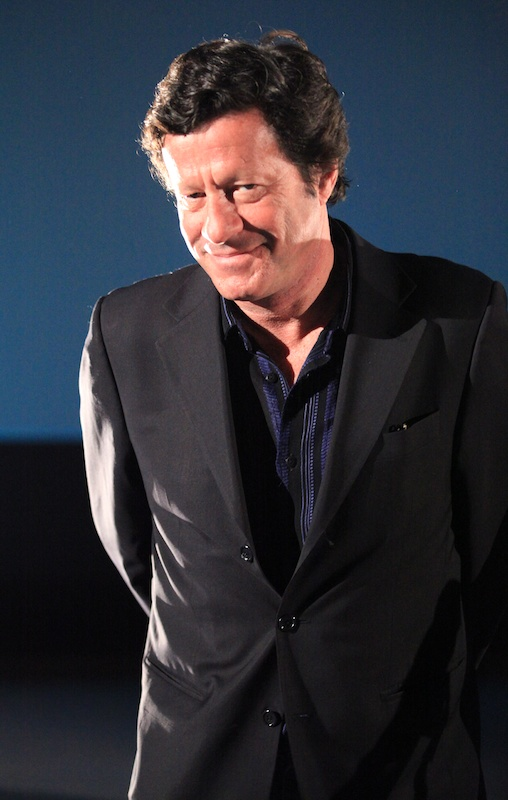
Joaquim de Almeida (2011)

Joaquim António Portugal Baptista de Almeida (ur. 15 marca 1957 w Lizbonie) – portugalsko–amerykański aktor.

## Wczesne lata
Urodził się w São Sebastião da Pedreira (ang. św. Sebastian z kamieniołomu), w gminie Lizbona w Portugalii jako syn Marii Sary Alves Portugal i João Baptisty de Almeidy. Miał pięcioro rodzeństwa: dwie siostry – Isabel Marię i Anę Marię oraz trzech braci – Jorge, João i José António. W wieku 18 lat, po dwuletnim kursie teatralnym w Konserwatorium w Lizbonie (Szkoła Teatru i Kina), opuścił Portugalię, aby kontynuować naukę po czasowym zamknięciu Konserwatorium po rewolucji demokratycznej w 1974. Spędził rok w Wiedniu.

## Kariera
Po udziale w serialu komediowo–muzycznym Rádio e Televisão de Portugal Bobi (1975), wyjechał do Stanów Zjednoczonych, gdzie w 1976 w Nowego Jorku studiował w Lee Strasberg Theatre and Film Institute i pracował w nowojorskim teatrze w Shakespeare Productions, grając w przedstawieniach – Krwawe gody Federica Garcii Lorki, Co zrobiłaby Jeanne Moreau? czy Hrabia Monte Christo. Wkrótce trafił na ekran w roli Miguela Montero we włoskiej komedii Amerykanin – sukinsyn (Un uomo americano, 1979) z Lucą Barbareschim. 
W brutalnym dramacie sensacyjnym Żołnierz (The Soldier, 1982) o zimnej wojnie u boku Kena Wahla i Klausa Kinskiego został obsadzony w roli Unusa z Wydziału Operacyjnego ds. Działań Specjalnych CIA. Jego pierwszą znaczącą rolą była postać Leona w ekranizacji powieści Grahama Greene’a Konsul honorowy (The Honorary Consul, 1983) z udziałem Michaela Caine’a. Brał też udział w serialach telewizyjnych, w tym Policjanci z Miami (Miami Vice, 1985), zanim nastąpił przełom w karierze dzięki roli Andrei Bonnano, który wraz z bratem (Vincent Spano) próbuje dostać się do Hollywood we wczesnej erze kina niemego w dramacie wojennym Dzień dobry, Babilonio (Buongiorno Babilonia, 1987) w reżyserii Paola i Vittoria Tavianich, który otworzył 40. Festiwal Filmowy w Cannes. Następnie kontynuował karierę aktorską w kilku krajach, takich jak Portugalia, Anglia, Hiszpania, Francja, Włochy, Brazylia, Argentyna i Niemcy. 
W adaptacji powieści Toma Clancy’ego Stan zagrożenia (Clear and Present Danger, 1994) w reż. Phillipa Noyce’a wcielił się w zimnego mordercę porucznika Félixa Corteza, a w komedii romantycznej Normana Jewisona Tylko ty (Only You, 1994) zagrał postać Giovanniego, włoskiego żigolo romansującego z Bonnie Hunt. W gangsterskim filmie akcji Roberta Rodrigueza Desperado (1995) wystąpił w roli antagonisty barona narkotykowego. Jego występ jako Ramon Salazar, narkoterrorysta, głowa rodziny Salazarów, w serialu kryminalnym 24 godziny (24, 2003–2004) był nominowany w 2005 wraz z całą obsadą do Nagrody Gildii Aktorów Ekranowych za wybitny występ zespołu aktorskiego w serialu dramatycznym.

## Życie prywatne
Był trzykrotnie żonaty z Andreą Nemetz, Anne Rogoshan i Marią Cecílią Gonçalves, z którą ma syna Lourenço (ur. 25 stycznia 1993) i córkę Anę (ur. 29 sierpnia 2002).

## Filmografia

### Filmy
- 1994: Stan zagrożenia (Clear and Present Danger) jako por. Félix Cortez
- 1994: Tylko ty (Only You) jako Giovanni
- 1995: Desperado jako Bucho / Cesar, boss narkotykowy
- 1997: Fatima – historia objawień (Fatima, TV) jako Avelino de Almeida
- 1998: Maska Zorro (The Mask of Zorro) jako generał Santa Anna
- 1998: Dolar za martwego (Dollar for the Dead, TV) jako ksiądz Friar Ramon
- 2001: Za linią wroga (Behind Enemy Lines) jako admirał Piquet
- 2004: Dziwka (Yo puta) jako Pierre
- 2005: Jan Paweł II: Nie lękajcie się (Have No Fear: The Life of Pope John Paul II, TV) jako arcybiskup Oskar Romero
- 2006: 53 dni zimy jako Hugo
- 2006: Niebiańska przepowiednia (The Celestine Prophecy) jako ojciec Sánchez
- 2007: Podwójna tożsamość (The Death and Life of Bobby Z) jako Don Huertero
- 2008: Granice miłości (The Burning Plain) jako Nick Martinez
- 2008: Che. Boliwia (Che: Part Two) jako prezydent René Barrientos
- 2010: Droga życia (The Way) jako ojciec José
- 2011: Szybcy i wściekli 5 (Fast Five) jako Hernan Reyes
- 2013: Minionki rozrabiają (Despicable Me 2) jako Eduardo Pérez / El Macho (głos)
- 2015: Kryzys to nasz pomysł (Our Brand Is Crisis) jako Pedro Castillo
- 2015: Piotruś. Wyprawa do Nibylandii (Pan) jako Czarnobrody (głos)
- 2016: Angry Birds jako potężny orzeł (głos)
- 2017: Bodyguard Zawodowiec (The Hitman’s Bodyguard) jako Jean Foucher
- 2020: Fatima jako ojciec Ferreira
- 2023: Szybcy i wściekli 10 (Fast X) jako Hernan Reyes

### Seriale
- 1985: Policjanci z Miami (Miami Vice) jako Roberto „Nico” Arroyo
- 1996–1997: Nostromo jako pułkownik Sotillo
- 1998: Nikita (La Femme Nikita) jako Joaquim Armel
- 2000: Falcone jako Caesar Nicoletti
- 2003: Król koki (Kingpin) jako kolumbijski król kokainy
- 2003–2004: 24 godziny (24) jako Ramon Salazar
- 2004: Batman jako Bane (głos)
- 2004: Prezydencki poker (The West Wing) jako Carlos Carrio
- 2005: Poszukiwani (Wanted) jako kapitan Manuel Valenza
- 2007: CSI: Kryminalne zagadki Miami (CSI: Miami) jako Joseph Trevi
- 2008: Robinson Crusoe (Crusoe) jako Santos Santana
- 2010: Parenthood jako Matthew Biscali
- 2011: Zbrodnie Palm Glade (The Glades) jako Alvaro Saldivar
- 2012: Mentalista (The Mentalist) jako Gabriel Porchetto
- 2012: Archer jako Román Calzado (głos)
- 2012: Zemsta (Revenge) jako Salvador Grobet
- 2013: Dawno, dawno temu (Once Upon a Time) jako król Xavier
- 2013: Kości (Bones) jako Raphael Valenza
- 2014: Revolution jako Luis Nunez
- 2016–2018: Queen of the South jako Don Epifanio Vargas
- 2017: Training Day jako Menjivar
- 2018: Elementary jako Cal Medina

### Gry komputerowe
- 2004: Kroniki Riddicka: Ucieczka z Butcher Bay jako Mattson (głos)
- 2006: Saints Row jako Hector Lopez (głos)
- 2015: Deus Ex Machina 2 jako policja defektów (głos)